# 蒲池鎮漣
蒲池 鎮漣（かまち しげなみ）は、戦国時代から安土桃山時代にかけての武将、大名。筑後十五城の筆頭大名でもある。兄・蒲池鎮久と共に大友義鎮（宗麟）から偏諱を賜り、鎮漣と名乗った（表記は鎮竝（新字体:鎮並）とも）。蒲池氏17代・後蒲池8代当主。

## 生涯

### 家督相続と大友氏からの離反
父鑑盛（宗雪）には、長男・鎮久、次男・鎮漣（鎮竝）、三男・統安、四男・統春がいたが、兄鎮久は庶長子であるため、鎮漣が蒲池氏17代目として柳川の蒲池氏嫡流の家督を継ぎ、鎮久は家老として鎮漣を補佐する立場となった。
天正6年（1578年）、耳川の戦いで隠居の身であった父や弟・統安らと共に3千の兵を率いて大友方として出陣する。しかし、大友氏への忠義に厚い父とは異なり、鎮漣は大友氏からの独立志向を持っていたため、仮病を装って病を口実に直属の兵2千を伴って柳川へ帰還した。父鑑盛と弟統安はこの戦いで討死する。

### 龍造寺隆信との確執
鎮漣は龍造寺隆信に幕下の礼をとり、その筑後国進攻に全面的に協力する。しかし、やがて隆信と対立するようになった。隆信は天正9年（1581年）に2万の兵で柳川城を包囲するが、「柳川三年」という戯れ歌があるほどに難攻不落で知られた柳川城はなかなか落ちなかった。しかし長期の籠城で城兵も疲弊し、城内の兵糧も尽きたので、鎮漣は伯父の田尻鑑種の仲介により隆信と和睦し、鎮漣に隆信の娘（玉鶴姫）が嫁すことを約した（『九州治乱記』。婚儀の約束の時期についてはほかに、隆信が肥前国から追放され蒲池氏に保護された時期との説もある）。
柳川は隆信が九州中央へ進出するにあたって必要不可欠な地であったが、鎮漣は薩摩の島津氏への接近を図っていた。蒲池氏が島津の傘下に入ることを恐れた隆信は、家臣の鍋島直茂や、隆信に与していた田尻鑑種などと共に鎮漣の謀殺を画策する。柳川に使者を送り、龍造寺と蒲池の和解のしるしにと鎮漣を猿楽の宴席に誘った。

### 鎮漣の死と柳川の戦い
鎮漣は頑なに断り続けるが、隆信の使者は執拗かつ丁重に鎮漣の母や重臣を説得してまわり、ついに断りきれなくなった鎮漣は兄・鎮久を初め選りすぐりの屈強な家臣200名を連れて柳川を出発する。鎮漣の従兄弟で留守役をつとめた家老の大木統光が鎮漣の肥前行き中止を進言するが、鎮漣の決意を変えることはできなかった。
筑後川を渡って肥前に入った鎮漣は佐賀城で隆信の嫡男・政家の歓待を受けるが、その翌日、与賀神社の近くで龍造寺の部隊に襲撃される。蒲池氏200の精兵は奮闘するも、多勢に無勢で鎮漣は自害、鎮久を初め鎮漣の郎党は全員討死した。戒名は本源院殿哲心覚英大居士。
鎮漣の死を見届けた隆信は、時を置かずに柳川の鎮漣一族の抹殺を命じ、鍋島直茂の督戦の下、田尻鑑種が柳川に兵を進め柳川の戦いが行われた。これには諸将も驚き、隆信の腹心からも疑問を持たれた。龍造寺四天王の一人百武賢兼は出陣を促す妻に対して「こたびの鎮漣ご成敗はお家を滅ぼすであろう」と答えて涙を流し、最後まで出陣しなかった。鍋島直茂とともに、鎮漣謀殺の討手の大将をつとめた石井信忠（直茂の義甥）もまた、龍造寺氏の衰亡を案じる言葉を残した。龍造寺氏にとって、蒲池鎮漣が島津氏の支配下に入ることは絶対に許せないことではあったが、鎮漣の一族まで根絶やしにしたことは、隆信に対する筑後の有力国人の強い反発、離反を招いた。
なお、鎮漣の妻・玉鶴姫は父隆信が夫を殺害したことを知ると、実家の龍造寺家には戻らず、鎮漣の後を追うべく蒲池氏の支城のある塩塚で自害している（現在、「史跡・蒲池鎮漣夫人他百八人殉難之地」の石碑がある）。（玉鶴姫の意地）。

## 系譜
- 蒲池徳子（徳姫） - 母は、肥後菊池氏の一族の赤星統家の娘。鎮漣の正室とされている。
- 蒲池久鎮（宗虎丸、蒲池統虎）
- 蒲池経信
- 蒲池鑑続（首藤鑑続）
- 女子（龍造寺政家の重臣石井孫兵衛室）- 母は龍造寺隆信の娘（玉鶴姫）[2]。

## 幸若舞
瀬高の大江神社に、現在の日本で唯一、幸若舞（大頭流幸若舞）が伝わっているが、これは、蒲池鑑久や鎮漣、鎮運（鑑広の子）など蒲池氏が、京都から幸若舞の芸人を筑後に呼び、家臣たちに習わせたからである。蒲池鎮漣も幸若舞の名手として知られる。

## 関連文献
- 『筑後争乱記・蒲池一族の興亡』河村哲夫著（海鳥社）　ISBN 487415428X
- 『筑後戦国史』吉永正春著（葦書房）　ISBN 4751205420
- 『筑後武士』江崎龍男（芸文堂）　ISBN 4-905897-57-2
- 『蒲池氏の歴史』蒲池大気・猷介著
- 『謀殺』滝口康彦著（講談社文庫）